# Rhinolophus acuminatus
Rhinolophus acuminatus är en fladdermusart som beskrevs av Peters 1871. Rhinolophus acuminatus ingår i släktet hästskonäsor, och familjen Rhinolophidae.

## Underarter
Catalogue of Life samt Wilson & Reeder (2005) skiljer mellan fem underarter:
- Rhinolophus acuminatus acuminatus Peters, 1871
- Rhinolophus acuminatus audax K. Andersen, 1905
- Rhinolophus acuminatus calypso K. Andersen, 1905
- Rhinolophus acuminatus circe K. Andersen, 1906
- Rhinolophus acuminatus sumatranus K. Andersen, 1905

## Beskrivning
En stor fladdermus med en kroppslängd på omkring 5 cm, ej inräknat den 2,5 till 3 cm långa svansen, en underarmslängd på 4,5 till 5 cm, och en vikt på 10 till 12,5 g. Som alla hästskonäsor har arten flera hudflikar kring näsan. Flikarna brukas för att rikta de överljudstoner som används för ekolokalisation. Till skillnad från andra fladdermöss som använder sig av överljudsnavigering produceras nämligen tonerna hos hästskonäsorna genom näsan, och inte som annars via munnen. Öronen är, med en längd av omkring 2 cm, inte speciellt stora för detta släkte. Huvudet är kort och brett. Pälsfärgen är mycket variabel, och kan vara allt från grått över orangebrunt till brunt. Angående hudflikarna på näsan liknar grundformen en hästsko, sedan finns en trekantig del och en del med varierande form samt ett uppsats med böjda kanter i nedre delen och parallella kanter på toppen. Typisk är tre rännor i nedre läppen. Den diploida kromosomuppsättningen bildas av 62 kromosomer (2n=62).

## Utbredning
Arten förekommer i sydöstra Asien från sydöstra Myanmar, centrala Thailand, Laos och centrala Vietnam till norra Borneo, västra Filippinerna och Bali.

## Ekologi
Fladdermusen lever i låglänta skogar med Dipterocarpus-träd, men kan även påträffas i bambusnår och stadsmiljö. Individerna har påträffats sovande i flera grottor i Filippinerna, där den förekommer på höjder mellan 60 och 250 meter över havet, och en gång även i en källare under ett kloster, där omkring ett hundratal individer sov. Vissa auktoriteter anser dock inte att fladdermusen är en typisk grottlevande art. På Borneo, där den kan nå upp till 1 600 meter över havet, har den påträffats sovande, ensam eller i par under palmlöv. Gömstället kan även vara tunnlar eller sällan brukade byggnader. Lätet som används för ekolokaliseringen består av olika melodier. Den högsta intensiteten uppnås av hannar vid 86 till 90 kHz samt av honor vid 90 till 93 kHz, med variationer beroende på population. Hannar i Vietnam hade i oktober en lukt som liknade mysk. Antagligen sker parningen vid tidpunkten. Honor på Palawan hade i juni aktiva spenar eller de var dräktiga.

## Hot
Störningar vid viloplatsen kan ha negativ påverkan. Rhinolophus acuminatus har en stor utbredning och i regionen finns flera skyddszoner. IUCN kategoriserar arten globalt som livskraftig.